# 马集乡 (齐河县)
马集乡是中国山东省德州市齐河县下辖的一个乡。

## 行政区划
马集乡下辖西张村、北方寺村、北五庙村、大辛村、道口村、东代村、东侯村、东张村、东郑村、东朱村、方翟村、封官村、韩庄村、红堂村、后刘村、后郑村、雷屯村、李聩村、娄集村、路庄村、马集村、庙杨村、南方寺村、南五庙村、潘庄村、齐庄村、前刘村、秋王村、邱集村、石拐村、宋庄村、孙庄村、王楼村、吴庄村、西代村、西侯村、西郑村、西朱村、小辛村、燕庄村、杨孟村、杨庄村、尹庄村、油坊村、苑庄村、赵庄村、周庄村、闫庄村。